# James E. Gunn
James Edwin Gunn (n. 12 iulie 1923, Kansas City, Missouri, SUA – d. 23 decembrie 2020, Lawrence⁠(d), Kansas, SUA) a fost un scriitor american de literatură științifico-fantastică. A primit premiul Premiul Hugo pentru cea mai bună carte de non‑ficțiune, în 1983. Ca editor a publicat seria de 6 antologii The Road to Science Fiction. Romanul său The Immortals (Nemuritorii) a fost adaptat într-un serial TV din 1970–71, cu Christopher George în rolul principal.

## Lucrări scrise

### Romane
- Star Bridge, Gunn și Jack Williamson (Gnome Press, 1955)
- This Fortress World (Gnome, 1955)
- The Joy Makers (Bantam, 1961)
- The Immortals (Bantam, 1962), care a fost adaptat ca un film de ABC (pentru emisiunea ABC Movie of the Week) în toamna anului 1969 și adaptat ulterior într-un serial TV de scurtă durată în 1970.
- The Listeners (Scribner's, 1972), povestiri[13][14] – octombrie 1972, colecție de șase nuvelete, cinci publicate anterior (septembrie 1968 – septembrie 1972)[15] Un fragment a fost publicat în limba română ca „Marea așteptare” în Almanah Anticipația 1989, traducere de Nina George Dăianu și Ion-Mirea Șerbănescu Răcoasa[16]
- The Magicians (Scribner's, 1976) – extinderea nuvelei  "Sine of the Magus" (Beyond Fantasy Fiction, din mai 1954)[10]
- Kampus (Bantam, 1977)
- The Dreamers (Simon & Schuster, 1981)
- Crisis! (Tor Books, 1986) – remediere a șase povestiri publicate între 1978 și 1985[10]
- The Joy Machine ([[Star Trek11, Book 80) (1996)
- The Millennium Blues (e-reads.com, 2000; Easton Press, 2001)
- Human Voices (Five Star Books, 2002)
- Gift from the Stars (Easton, 2005)
- Transcendental (Transcendental Machine #1) ISBN: 9780765335012 (Tor, 2013)[12]
- Transgalactic (Transcendental Machine #2) ISBN: 9780765380920 (Tor, 2016)
- Transformation (Transcendental Machine #3) ISBN: 9780765386663 (Tor, iunie 2017)